# Balearia

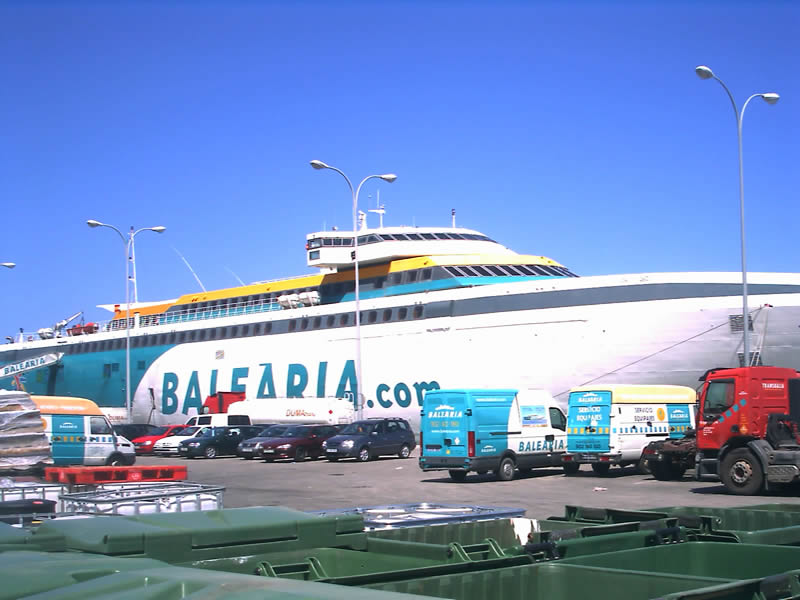
Die erste Schnellfähre der Balearia, die F. García Lorca, im Hafen von Dénia im Sommer 2007

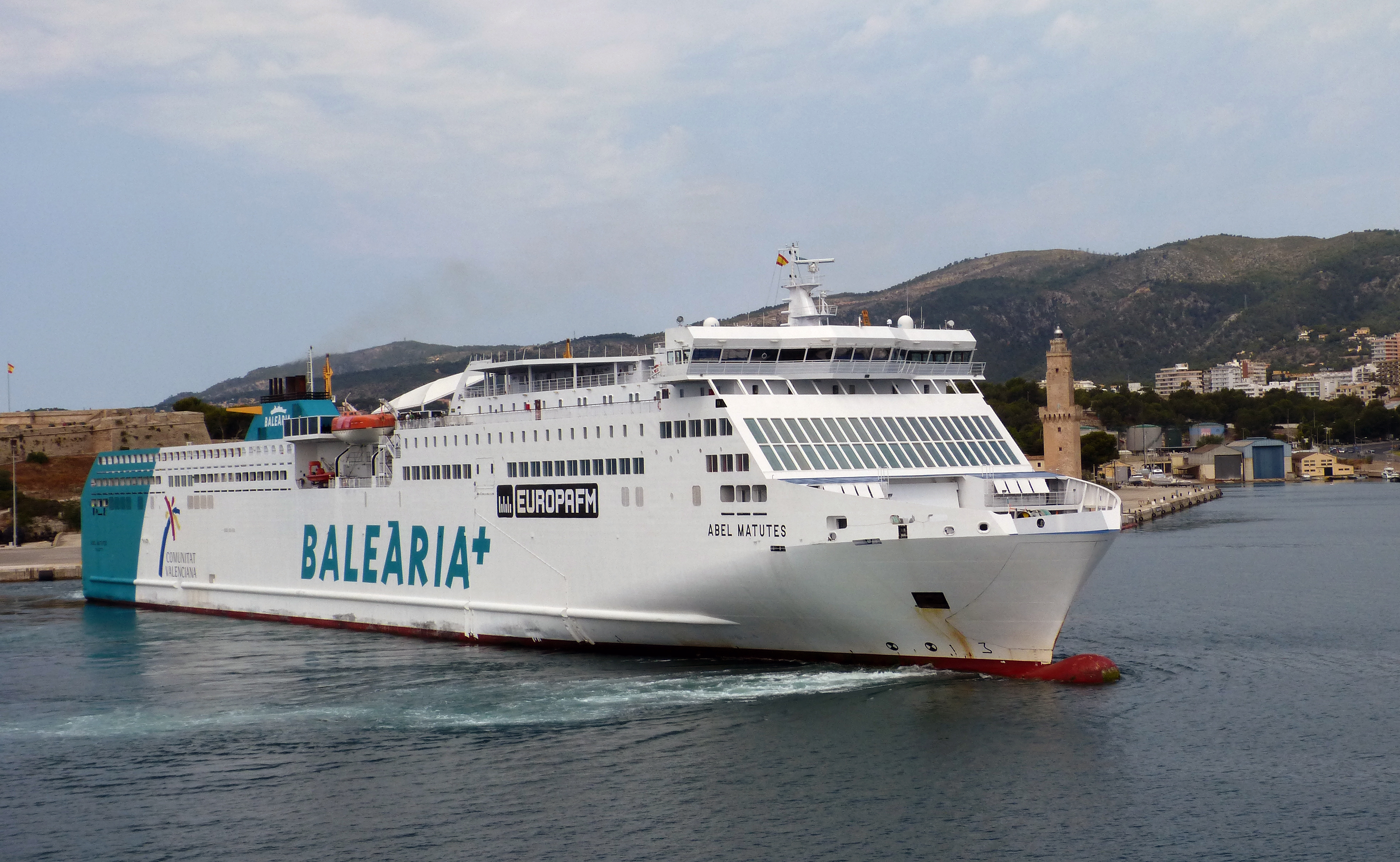
Die Autofähre Abel Matutes im Hafen von Palma

Das Unternehmen Baleària ist eine spanische Reederei, die Fährdienste unter anderem zwischen dem spanischen Festland und den Balearischen Inseln anbietet. Der Sitz ist in Dénia in der Valencianischen Gemeinschaft.

## Unternehmen
Die Reederei betreibt verschiedene Fähren, die meisten davon Autofähren. Die Fähren sind überwiegend Verdrängerschiffe, einige sind als Schnellfähren konzipiert bzw. Katamarane des Typs SeaCat. Die Schiffe der Flotte sind in Las Palmas de Gran Canaria registriert – wahrscheinlich wegen des steuerlichen Vorteils, da die Kanarischen Inseln nicht zum Zollgebiet der EU gehören.
Im Februar 2012 wurde die Baleària mit fünf weiteren Transport- und Fährunternehmen von der spanischen Wettbewerbsbehörde (CNC) wegen illegaler Preisabsprachen zu einer Strafe in Höhe von 15,9 Millionen Euro verurteilt.
2017 wurden zwei Neubauten bei Cantiere Navale Visentini bestellt. Die Schiffe des Typs P362 zählen zur Visentini-Klasse. Sie verfügen über einen Flüssigerdgas-Antrieb. Das erste Schiff trägt den Namen Hypatia de Alejandría und ist seit Ende Januar 2019 im Fährdienst. Das zweite Schiff, die Marie Curie, ist seit Juli 2019 in Dienst.

## Linien
Balearia bedient unter anderem die folgenden Passagen:
- Dénia – Mallorca und Dénia – Ibiza
- Valencia – Mallorca und Valencia – Ibiza
- Barcelona – Mallorca und Barcelona – Ibiza
- Mallorca – Menorca
- Ibiza – Formentera
- Algeciras – Ceuta
- Almeria – Nador
- Almeria – Melilla

Die etwas über 200 Kilometer weite Überfahrt von Dénia nach Mallorca dauert mit einer der Schnellfähren rund 5 Stunden und mit einer Verdränger-Fähre etwa 8 Stunden. Die Überfahrt von Dénia nach Ibiza dauert mit der Schnellfähre rund 2 Stunden und mit der Verdränger-Fähre ungefähr 5 Stunden. Die Fahrt von Barcelona nach Mallorca rund 7 Stunden und die Fahrt von Barcelona nach Ibiza etwa 8 bis 9 Stunden mit der regulären Fähre. Abhängig von der Saison fahren sechs bis zwölf Fähren in der Woche die beiden Ziele an. Die Schnellfähre ist jeweils etwa 100 Prozent schneller (Stand: März 2012).